# Grafen von Roden

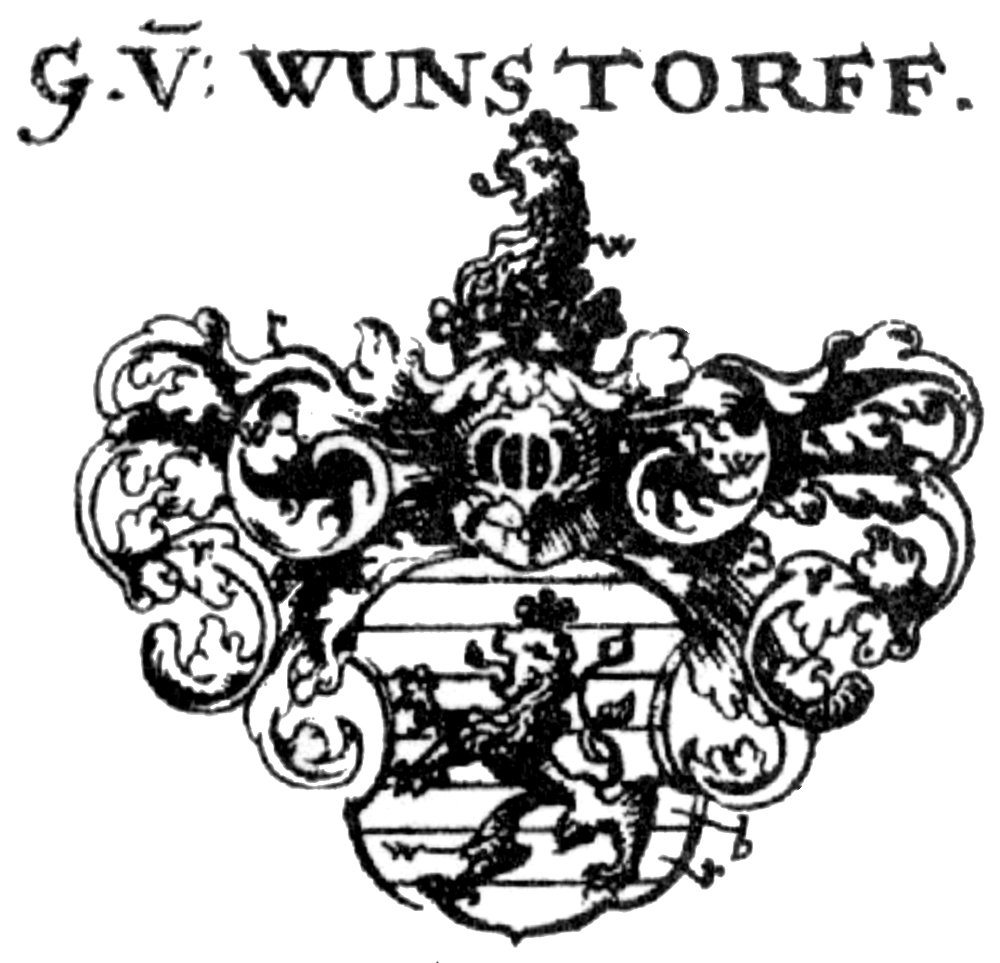
Wappen der Grafen von Roden-Wunstorf in Siebmachers Wappenbuch 1701

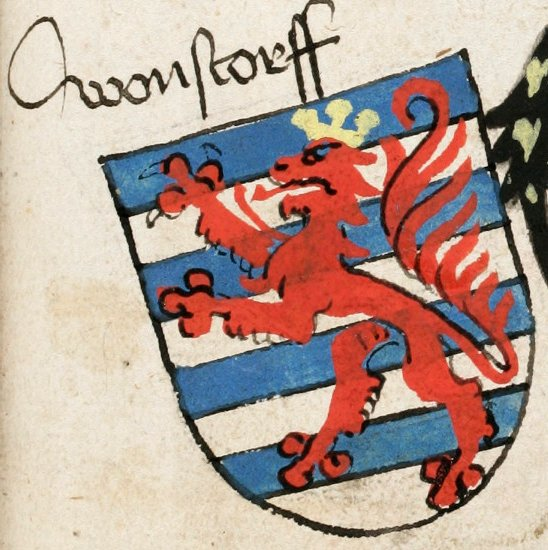
Wappen der Grafen von Roden-Wunstorf im Wappenbuch des St. Galler Abtes Ulrich Rösch, 15. Jahrhundert

Die Grafen von Roden waren ein altes Adelsgeschlecht. Ihr Stammsitz war Roden bei Minden. Nach ihren anderen Besitzungen wurden sie auch als Grafen von Limmer und Grafen von Wunstorf bezeichnet. Sie spielten eine wichtige Rolle in der frühen Geschichte der Stadt Hannover.

## Frühe Geschichte

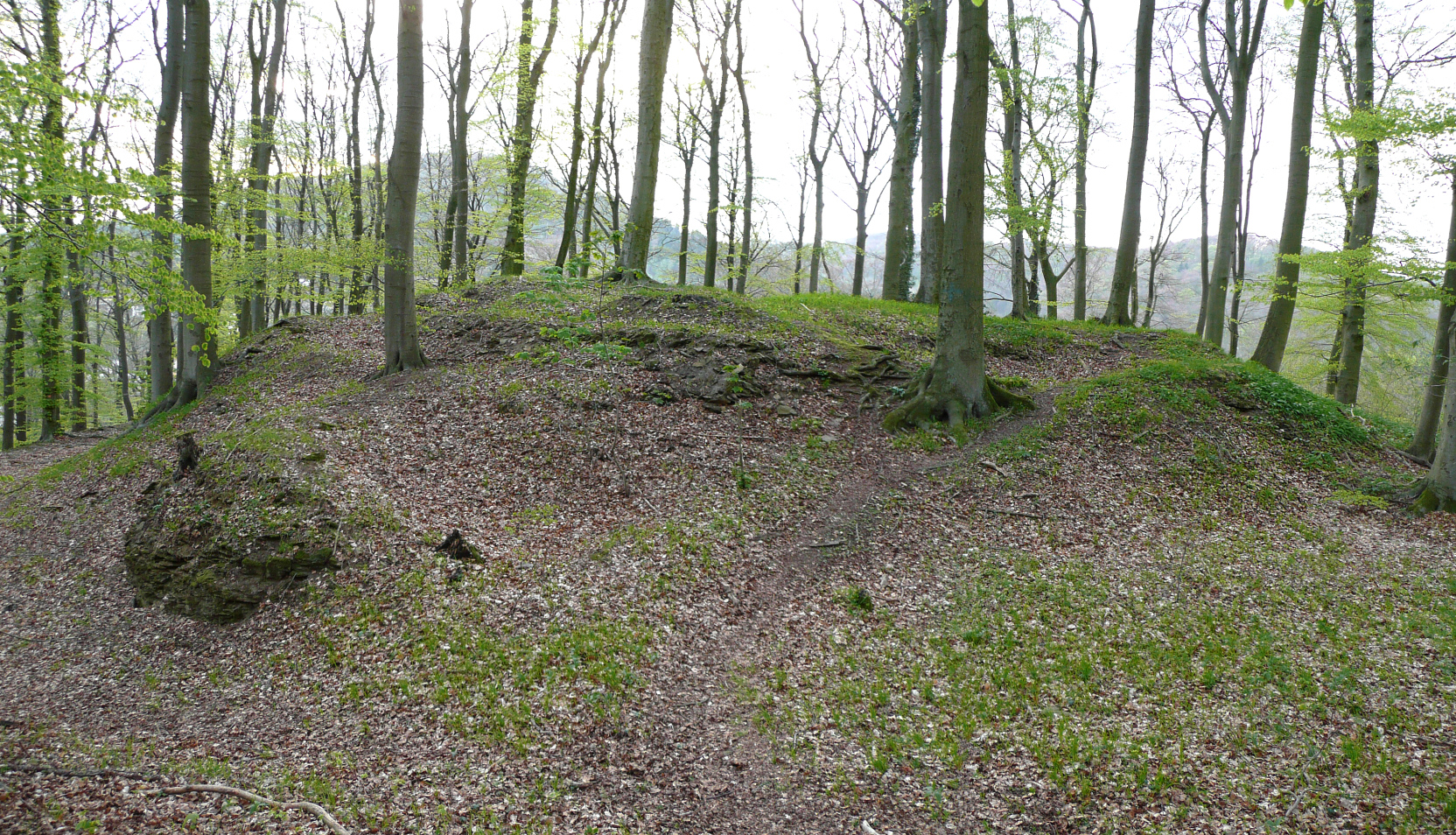
Hügel der Burg Roden

Die Familie der späteren Grafen von Roden stammte vermutlich aus dem Gebiet der mittleren Weser. Der Name leitete sich wahrscheinlich von der Burg Roden bei Rohden nahe Hessisch-Oldendorf ab. Ein Hoger wurde nach seinem Besitz Riepen bei Bad Nenndorf auch von Ripen genannt. Er besaß im Marstemgau einen bedeutenden Allodialbesitz, der später teilweise zur Ausstattung von Kloster Marienwerder diente. 
Bis zu Beginn des 11. Jahrhunderts wurden die Grafenrechte im Marstemgau von den Billungern noch direkt ausgeübt. Seit dem Beginn des 12. Jahrhunderts waren sie im Lehnbesitz der Grafen von Schwalenberg.

## Hildebold I.
An einem Gerichtstag 1120 nahm als Zeuge auch ein Edler namens Hildebold teil. Dieser war vermutlich der spätere Graf Hildebold von Roden, ein Sohn des Hoger von Ripen. Als Graf trat Hildebold erstmals nachweisbar bei einem Gerichtstag 1124 und noch einmal 1127 in Erscheinung. Dies setzt eine zuvor erfolgte Belehnung mit den Grafschaftsrechten durch Herzog Lothar von Süpplingenburg voraus. Der Sohn Hildebolds, Konrad I., wird als Gerichtsherr zwischen 1185 und 1200 in Seelze genannt. Die Gerichtsorte deuten den Umfang des anfänglichen Machtbereichs der Grafen von Roden an. Er umfasste nicht das gesamte Gau, sondern nur die Bereiche der Gogerichte Gehrden, Engelbostel und Seelze.
Insgesamt hat unter Hildebold eine Verschiebung der Machtbasis nach Osten stattgefunden. Er tauchte 1141 auch im Gefolge der Bischöfe von Hildesheim auf. Er heiratete eine Tochter von Cuno I. von Depenau. Durch diese Heirat kamen die Kleine und die große Grafschaft, beides Lehen der Bischöfe von Hildesheim, in den Besitz des Geschlechts. Durch diese Verlagerung des Besitzes gewann der Hof Hannover in der Mitte des Machtbereichs der Grafen an Bedeutung. Dort ließen die Grafen am Beginn des 12. Jahrhunderts eine Kirche erbauen (die St. Georgskirche, die Vorgängerin der heutigen Marktkirche), die bei Ausgrabungen am heutigen Marktplatz von Hannover aufgefunden wurde. Auch ein Markt dürfte bereits zur Zeit von Graf Hildebold ins Leben gerufen worden sein.

## Konrad I.
Der Sohn Hildebolds, Konrad, musste seinen Besitz Hannover Herzog Heinrich dem Löwen zu Lehen auftragen. Gleichzeitig wurde er mit der Grafschaft durch den Herzog belehnt. Dies muss zwischen 1160 und 1168 stattgefunden haben. In seine Zeit fallen weitere Schritte zur städtischen Entwicklung Hannovers, wie die Anlage einer herzoglichen Münze. Konrad wird um 1200 gestorben sein. Neben dem Allodialbesitz und den Lehen Heinrich des Löwen besaß er auch Lehen des Bistums Hildesheim und des Bistums Minden. Seine eigentliche Gefolgschaft galt indes Heinrich dem Löwen. In dessen Interesse begann er 1179 mit dem Bau der Burg Honroth bei Rinteln, die nach der Ächtung des Herzogs 1180 durch die Grafen von Schaumburg bereits wieder zerstört wurde. Daraufhin zogen sich die Grafen von Roden auf ihren Besitz im Raum Wunstorf-Limmer-Hannover zurück und gaben damit den Weserraum endgültig auf.
Bedrängt von den Grafen von Schaumburg ließ Konrad eine Wasserburg bei Limmer errichten. Nach der vorzeitigen Rückkehr des Herzogs aus der Verbannung 1189 wurde die Burg vergeblich belagert. Dagegen wurde Hannover eingenommen. Nachdem Heinrich dem Löwen der Herzogtitel aberkannt worden war, verblieb ihm der welfische Allodialbesitz, zu dem auch das an Konrad von Roden belehnte Gebiet um Hannover gehörte. Konrad I. stiftete 1196 das Kloster Marienwerder und bestimmte dieses zur Grablege seines Hauses.

## Erbteilung
Seine Nachfolger wurden die Söhne Konrad II. und Hildebold II. Nach anfänglich gemeinsamer Herrschaft kam es 1215 zu einer Erbteilung. Konrad II. ließ die Burg Lauenrode außerhalb der Stadt auf dem westlichen Ufer der Leine, gegenüber dem Beginenturm der hannoverschen Stadtmauer, erbauen. Er nannte sich fortan von Roden oder Lauenrode. Sein Bruder nannte sich von Limmer. Hildebold († 1228) erhielt dabei im Wesentlichen den westlichen Teil mit den Mindener Lehen und Wunstorf als Mittelpunkt. Dazu gehörte auch der Go Seelze, das spätere Amt Blumenau, mit der Vogtei Ahlem. Hildebold war mit Hedwig, der Tochter von Moritz I. (Oldenburg), verheiratet. Ihr Sohn Hildebold wurde Erzbischof von Bremen. Konrad erhielt die östlichen Besitzungen um Hannover und Lauenrode sowie die Lehen im Bistum Hildesheim. Nachfolger von Konrad II. wurden die drei Söhne Konrad III., Heinrich II. und Konrad IV. Der älteste führte die eigentliche Regierung.

## Spätere Entwicklung
Im Jahr 1215 verloren die Grafen Nienburg an die Grafen von Hoya. Im Jahr 1241 folgte der Verlust von Hannover und der Vogtei Lauenrode an die Herzöge von Braunschweig Lüneburg.
Boldewin von Roden verkaufte dem Minoritenkloster in Hannover um 1300 ein Grundstück an der Leine innerhalb der Stadt. Boldewins Söhne besaßen jedoch noch das am gegenüberliegenden Ufer gelegene Ottenwerden sowie die Fischereirechte über diesen Teil des Flusses. Grabmäler der Familie im Minoritenkloster haben sich nicht erhalten.
Im Jahr 1446 wurde Wunstorf an das Hochstift Hildesheim verkauft. Später kam dieses Gebiet auch an die Welfen. Im Jahr 1553 erlosch das Geschlecht.

## Wappen

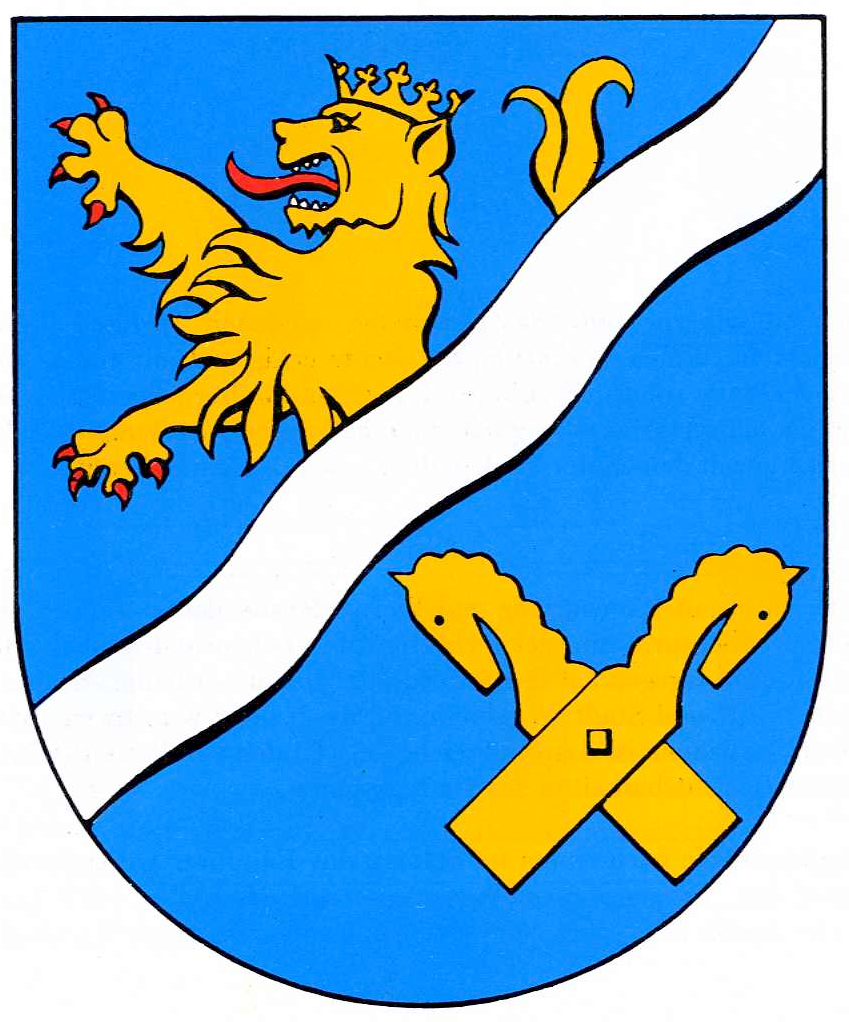
Gräflicher Löwe im Ortswappen Blumenau (Wunstorf)

Die Grafen von Roden-Wunstorf-Lauenrode führten im Wappen den gekrönten Löwen, der sich noch heute im 1970 geschaffenen Wappen des Wunstorfer Ortsteils Blumenau findet. Nach Wilhelm von Hodenberg (unter Bezugnahme auf Grupens Origines et Antiquitates Hannoverenses 1740) sind die Grafen von Roden-Wunstorf zu unterscheiden vom Hannoverschen Ministerialgeschlecht v. Roden (selten „Rothen“), welches ein Wappen mit drei Lilien hatte. Ähnlich äußern sich auch Mithoff und Hoppe. Nach Hefner ist das Grafengeschlecht (zumindest in der Hauptlinie) bereits 1430 mit Graf Aschwin v. Roden und Wunstorf im Mannesstamm erloschen, allerdings ordnet auch er ihnen – wohl irrig – das Lilienwappen zu. Oesterley spricht im Zusammenhang mit der Gründung der Marktsiedlung Hannover von den „Grafen von Rothen“, womit jedoch ebenfalls die Grafen v. Roden gemeint sind. Insofern ist auch die von Kneschke, wohl auf Zedlitz’ Adels-Lexicon basierende, vorgenommene Vermengung des Geschlechts „Rohde“ zu Langenhangen (Reichsgrafenstand 1790) mit den hier behandelten Grafen von Roden-Wunstorf gemäß Hefner unzulässig.